# Grundhof
Grundhof (tiếng Đan Mạch: Grumtoft) là một đô thị thuộc huyện Schleswig-Flensburg, trong bang Schleswig-Holstein, nước Đức. Đô thị Grundhof có diện tích 11,56 km², dân số thời điểm 31 tháng 12 năm 2006 là 926 người.